# Martifer
Grupa Martifer – grupa przedsiębiorstw tworzona przez około 120 firm, obecnych w ponad 20 krajach, podzielonych na cztery obszary działalności: konstrukcje stalowe, systemy dla energetyki, produkcja energii elektrycznej, oraz rolnictwo i biopaliwa. Martifer jest notowany na giełdzie w Lizbonie od 2007 r., roku w którym osiągnął skonsolidowany przychód w wysokości 519 milionów euro.

## Chronologia
- 1990 – powstanie firmy w sektorze konstrukcji stalowych
- 1996 – rozpoczęcie produkcji elementów ze stali nierdzewnej (Inox)
- 1999 – założenie Martifer Aluminium; rozpoczęcie ekspansji zagranicznej obecnością w Hiszpanii
- 2003 - Martifer tworzy oddział w Polsce z siedzibą w Gliwicach
- 2004 - Martifer Energy Systems (systemy do produkcji energii) rozpoczyna działalność
- 2005 – Martifer Renewables (produkcja energii ze źródeł odnawialnych) oraz Prio (biopaliwa) rozpoczynają działalność; utworzenie REpower Portugal
- 2006 – ekspansja Prio w Rumunii
- 2007 – utworzenie Martifer Solar; wejście na Giełdę Papierów Wartościowych w Lizbonie; wygrana w fazie B narodowego przetargu na wykorzystanie energii wiatrowej w Portugalii (400MW)

## Konstrukcje metalowe
Założona w 1990 r., firma ta stała się bazą dla dzisiejszej Grupy Martifer; jest liderem w sektorze konstrukcji stalowych na Półwyspie Iberyjskim, oraz jednym z 10 głównych europejskich graczy; obecnie powiększając zasięg operacji o Europę Środkową i Angolę. Dorobek firmy rósł znacząco dzięki realizacji projektów w obszarze infrastruktury prywatnej i publicznej.
Martifer Construction dodaje inne rozwiązania w tej dziedzinie – konstrukcje z metali, fasady z aluminium i szkła, elementy ze stali nierdzewnej – co umożliwia firmie oferowanie kompletnych rozwiązań dla projektów w których uczestniczy.

## Wyposażenie dla energetyki
Martifer utworzył dział wytwarzający sprzęt do produkcji energii w 2004 r. Od tego czasu, ta dziedzina stała się najszybciej rozwijającym obszarem działalności Grupy, jako że rozwiązania dotyczące alternatywnych źródeł energii są coraz intensywniej poszukiwane w skali światowej.
Martifer inwestuje nie tylko w aktualnie dostępne technologie produkcji energii, lecz także w badania i rozwój nowych przyjaznych środowisku rozwiązań.

## Produkcja energii elektrycznej
Dzięki wysokiemu wskaźnikowi wzrostu, a także sprzyjającym warunkom politycznym, ekonomicznym i społecznym, produkcja energii elektrycznej ze źródeł odnawialnych jest dziedziną biznesu o dużej opłacalności i perspektywiczności.
Martifer zamierza wzmacniać swoją pozycję w tym sektorze, jednocześnie podtrzymując swoje zaangażowanie w społeczny aspekt działalności firmy. 
W tym celu Martifer utworzył nową jednostkę, rozszerzając po raz kolejny obszar działań grupy.

## Rolnictwo i biopaliwa
Martifer jest obecny w sektorze rolnictwa i biopaliw poprzez swoją markę Prio, przedsięwzięcie obejmujące cały łańcuch procesu wytwarzania biodiesla. Od uprawy surowca, poprzez produkcję biopaliwa w swoich zakładach w Portugalii i Rumunii, po detaliczną dystrybucję paliw, celem firmy jest uczynienie marki Prio najbardziej rozpoznawalną wśród klientów.